# تولید قهوه در مکزیک

نواحی پرورش قهوه در مکزیک.
ایالت‌های تولید کننده قهوه عربیکا با فرآوری صنعتی
ایالت‌های تولید کننده قهوه عربیکا بدون فرآوری صنعتی

تولید قهوه در مکزیک به میزان ۲۵۲٬۰۰۰ تن، باعث شد این کشور حائز رتبه هشتم بزرگ‌ترین تولید کننده قهوه در دنیا، در سال ۲۰۰۹ گردد، که به‌طور عمده بر نواحی بخش جنوبی منطقهٔ مرکزی تا نواحی جنوبی این کشور متمرکز است. قهوه‌ها به‌طور عمده از نوع عربیکا است که علی‌الخصوص به‌طور مطلوبی در منطقهٔ ساحلی سوکانوسکو، چیاپاس نزدیک مرز گواتمالا رشد می‌کنند.
در انتهای قرن هجده، قهوه از آنتیل به مکزیک ورود پیدا کرد ولی هنوز هم تا دههٔ ۱۸۷۰، مقدار زیادی از آن صادر نمی‌گردید. در طی دههٔ ۱۹۸۰، قهوه به باارزش‌ترین محصول صادراتی کشور تبدیل شد. امروزه، مکزیک بزرگ‌ترین منبع واردات قهوه ایالات متحده آمریکا است.